# 西牟田公家
西牟田 公家（にしむた きんいえ）は、南北朝時代の武将。

## 略歴
西牟田氏は筑後国の豪族。公家は西牟田家尚の嫡男として誕生。公家が活躍したのは南北朝騒乱の時代であったが、西牟田氏は常に南朝方であったようだ。
馬渡俊継『九州治乱記』にも、延元4年/暦応2年（1338年）に菊池八郎・宇土三郎らの南朝方が筑後へ打って出た際、西牟田彌次郎が宮方として武家（足利幕府）方と戦ったことが記述されている。
この「西牟田彌次郎」は、西牟田公家の父・家尚と考えられるが、歴代西牟田家当主は「彌次郎」を襲名していたため、公家自身である可能性もある。
正平14年/延文4年（1359年）7月の筑後川の戦いには、西牟田讃岐守（公家）が、後醍醐天皇より九州経営のために遣わされた懐良親王を奉じて、菊池武光ら4万の南朝軍と共に、少弐頼尚・大友氏時ら6万の武家(足利幕府）方を打ち破っている。
また、西牟田氏の菩提寺・寛元寺は宮方勝利を祈願するための祈祷寺であった。正平7年/観応3年（1352年）2月27日付の征西将軍宮（懐良親王）の令旨が現存している。
同寺には、応永3年（1396年）3月5日付の「讃岐守藤原公家」(西牟田公家）の寄進状も残されている（西牟田氏は藤原道隆裔とされるので、寺社への寄進の際は「藤原」を使う）。
尚、公家の長男は為家（西牟田城主）、二男は彌吉上総入道（彌吉氏の始祖）である。

## 系譜
- 父：西牟田家尚
- 母：不詳
- 妻：不詳
  - 男子：西牟田為家
  - 男子：彌吉上総入道欽雪庭?